# Aokas (distrito)
Aokas é um distrito localizado na província de Bugia, Argélia, e cuja capital é a cidade de mesmo nome, Aokas. Em 2008, a população total do distrito era de 28 613 habitantes.[carece de fontes?]

## Municípios
O distrito está dividido em duas comunas:
- Aokas
- Tizi N'Berber